# كينيث ويليام فولكنير
كينيث ويليام فولكنير (بالإنجليزية: Kenneth William Faulkner)‏ هو مدرب كرة سلة وسياسي أمريكي، ولد في 1947. نشط حزبياً في الحزب الجمهوري. وقد انتخب عضو جمعية نيوجيرسي العامة.